# Hermanus
Hermanus (originalmente Hermanuspietersfontein) es una ciudad de la costa meridional de Sudáfrica y es famosa por su emplazamiento como lugar de avistamiento de ballenas durante el invierno y la primavera. Forma parte de la provincia Occidental del Cabo y es muy popular también como ciudad de retiro. Las ballenas pueden ser avistadas desde los acantilados del centro de la ciudad desde principios de junio. Las exposiciones del museo del antiguo puerto (Old Harbour Museum) muestran la historia ballenera de Hermanus.

## Localización
Hermanus se encuentra a unos 115 kilómetros al sudeste de Ciudad del Cabo, a la que está conectada por las autopistas R43 y N2. La R43 continúa hasta cabo de las Agujas, el punto más meridional de África. Hermanus está a 40km de Gansbaai, lugar famoso por la posibilidad de hacer inmersiones junto al Gran Blanco.